# Jessica Sutta
Jessica Lynn Sutta, född 15 maj 1982 i Miami, Florida, USA, är en amerikansk dansare och sångerska. Hon är medlem i The Pussycat Dolls

## Diskografi (urval)
Studioalbum
- 2017 – I Say Yes

Mixtape
- 2016 – Feline Resurrection

Singlar (topp 10 på Billboard Hot Dance Club Songs)
- 2011 – "Show Me" (#1)
- 2013 – "Lights Out" (#3)
- 2015 – "Let It Be Love" (med Rico Love) (#6)
- 2016 – "Distortion" (#1)

## Filmografi
- 2001 – Bully
- 2002 – Ocean Ave.
- 2003 – From Justin to Kelly
- 2003 – Bad Boys II
- 2007 – Pussycat Dolls Present: The Search for the Next Doll
- 2008 – Pussycat Dolls Present: Girlicious
- 2009 – The Truth About Angels
- 2010 – The Search for Shangela's Best Dance Crew
- 2011 – SoBe Real